# Nicklas Rahm
Nicklas Ulf Emil Rahm, född 23 juni 1975 i Jönköping, är en svensk tidigare ishockeyspelare. Hans moderklubb är HV71 där han gjort sju säsonger i A-laget och var med och tog SM-guld 1995. Därefter har han spelat i Rögle BK, Frölunda HC, HC Innsbruck, Stjernen Hockey, Odense Bulldogs och Växjö Lakers HC. Han blev assisterande tränare i Växjö Lakers 2013, där han tidigare var fystränare. Inför säsongen 2016/17 skrev Nicklas på ett två-årsavtal som assisterande tränare i HV71. Nicklas har en yngre bror, Magnus Rahm, som också spelar ishockey.